# Liste der Biografien/Ard
Liste der Biografien |
Portal Biografien |
Personensuche
# |
A |
B |
C |
D |
E |
F |
G |
H |
I |
J |
K |
L |
M |
N |
O |
P |
Q |
R |
S |
T |
U |
V |
W |
X |
Y |
Z |
?
 
Aa |
Ab |
Ac |
Ad |
Ae |
Af |
Ag |
Ah |
Ai |
Aj |
Ak |
Al |
Am |
An |
Ao |
Ap |
Aq |
Ar |
As |
At |
Au |
Av |
Aw |
Ax |
Ay |
Az
 
Ara |
Arb |
Arc |
Ard |
Are |
Arf |
Arg |
Arh |
Ari |
Arj |
Ark |
Arl |
Arm |
Arn |
Aro |
Arp |
Arq |
Arr |
Ars |
Art |
Aru |
Arv |
Arw |
Arx |
Ary |
Arz
Die Liste der Biografien führt alle Personen auf, die in der deutschsprachigen Wikipedia einen Artikel haben. Dieses ist eine Teilliste mit 151 Einträgen von Personen, deren Namen mit den Buchstaben „Ard“ beginnt.

## Ard
- Ard, Ken (* 1963), US-amerikanischer Politiker
- Ard, Kurt (* 1925), dänischer Illustrator, Maler und Grafiker
- Ard, Sam (1939–2017), US-amerikanischer NASCAR-Rennfahrer

### Arda
- Arda, Hüseyin (* 1969), türkischer Bildhauer
- Arda-Mulissu, Sohn Sîn-aḫḫe-eribas
- Ardabili, Safi ad-Din (1252–1334), islamischer GeistlicherSafi ad-Din Ardabili (1252–1334)
- Ardagast, slawischer Heerführer

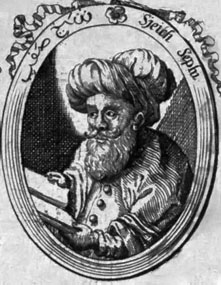
Safi ad-Din Ardabili (1252–1334)

- Ardagh, Catherine (* 1982), irische Politikerin
- Ardagh, John (1928–2008), britischer Journalist und Autor
- Ardagh, John Charles (1840–1907), britischer Offizier, Festungsbauer, Jurist und Kolonialbeamter
- Ardagh, Philip (* 1961), britischer Jugendbuchautor
- Ardagh, Seán (1947–2016), irischer Politiker (Fianna Fáil)
- Ardaiz, Joaquín (* 1999), uruguayischer Fußballspieler
- Årdal, Asgeir (* 1983), norwegischer Skilangläufer
- Ardalan, Ali Gholi (1900–1986), persischer Diplomat
- Ardalan, Farhad (* 1939), iranischer Physiker
- Ardalan, Mastura (1805–1848), kurdische Poetin und Schriftstellerin aus dem Iran
- Ardalan, Niloufar (* 1984), iranische Fußball- und Futsalspielerin
- Ardalan, Parvin (* 1967), iranische Frauenrechtsaktivistin, Schriftstellerin
- Ardanowski, Jan Krzysztof (* 1961), polnischer Politiker, Mitglied des Sejm
- Ardant du Picq, Charles (1821–1870), französischer Offizier und Kriegstheoretiker
- Ardant, Fanny (* 1949), französische SchauspielerinFanny Ardant (* 1949)

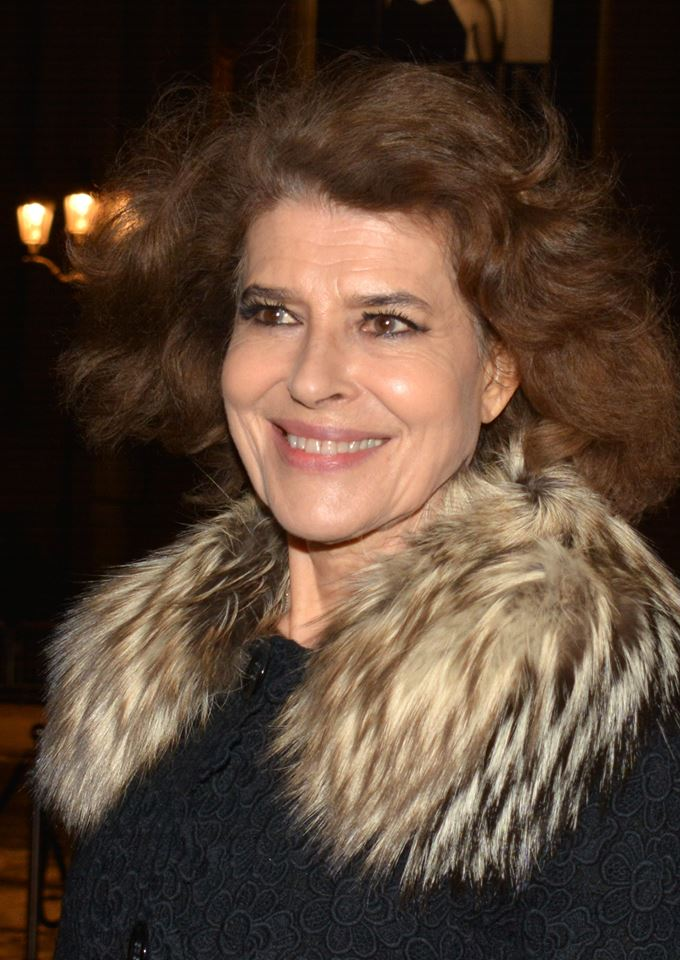
Fanny Ardant (* 1949)

- Ardanza, José Antonio (1941–2024), spanischer Politiker
- Ardao, Arturo (1912–2003), uruguayischer Philosoph, Historiker und Journalist
- Ardarich, König des ostgermanischen Volkes der Gepiden
- Ardaschew, Sergei Nikolajewitsch (* 1998), russischer Skilangläufer
- Ardaschir I., Begründer der Dynastie der Sassaniden
- Ardaschir II., persischer Sassanidenkönig
- Ardaschir III. († 630), neupersischer Großkönig
- Arday, Jason (* 1985), britischer Soziologe und Hochschullehrer

### Arde
- Arde, Freya (* 1988), deutsche Filmkomponistin
- Ardebili, Mousavi (1926–2016), schiitischer Geistlicher und Politiker des Iran
- Ardéhn, Hanna (* 1995), schwedische SchauspielerinHanna Ardéhn (* 1995)

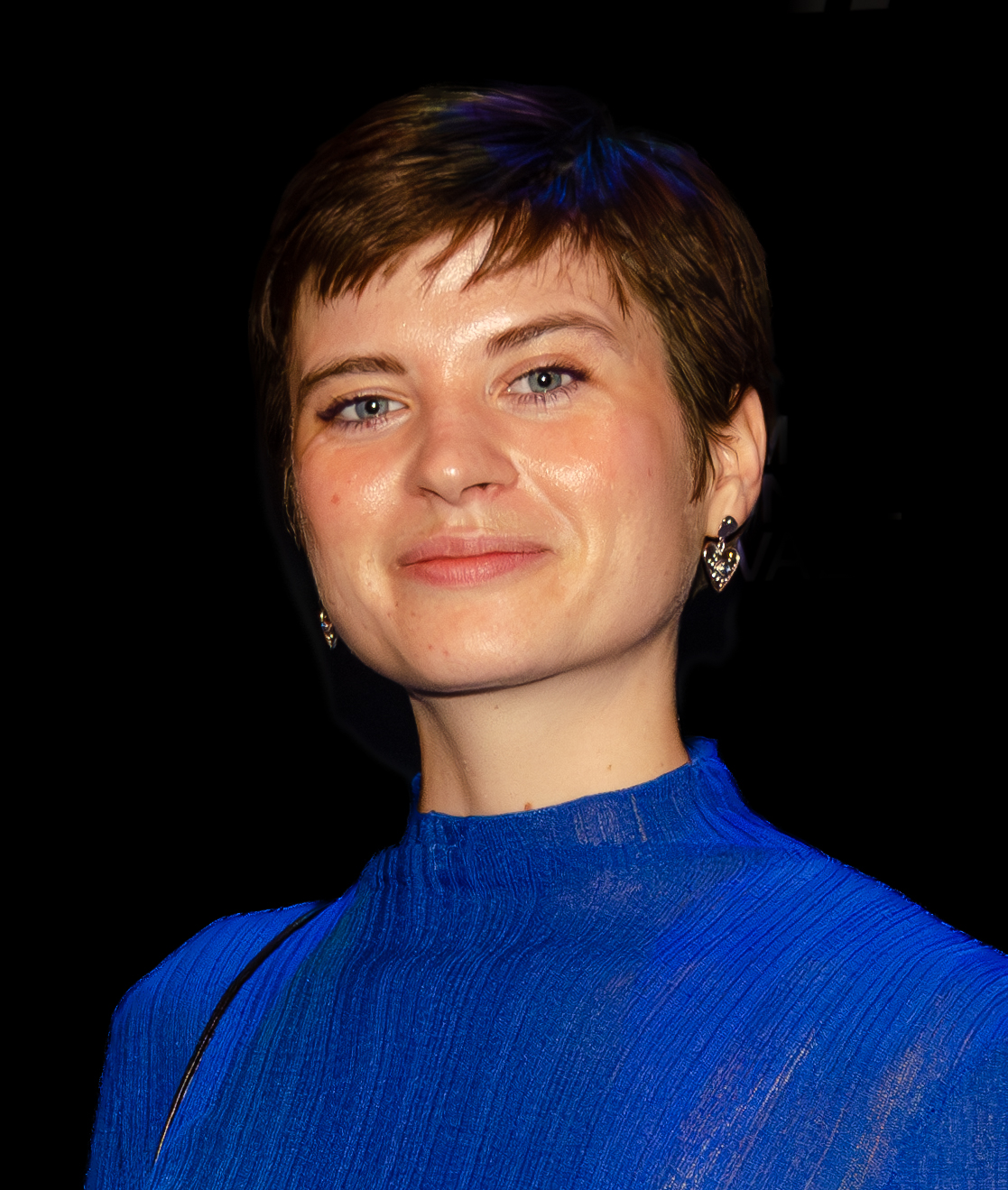
Hanna Ardéhn (* 1995)

- Ardekani, Abbas Bagherpour (* 1972), iranischer Diplomat
- Ardelan, Mark (* 1983), kanadischer Eishockeyspieler
- Ardeleanu, Ion (* 1941), rumänischer Radrennfahrer
- Ardeleanu, Mona (* 1984), deutsche Malerin
- Ardeleanu, Petr (* 1980), tschechischer Fußballschiedsrichter
- Ardeleanu, Stefan (* 1985), deutscher Klassischer Archäologe
- Ardeleanu, Vasile (* 1929), rumänischer Politiker (PCR) und Diplomat
- Ardelius, Lars (1926–2012), schwedischer Schriftsteller
- Ardelt, Alfred (1931–2011), deutscher Politiker (CDU), Vertriebenenfunktionär
- Ardelt, Karel (1889–1978), tschechoslowakischer Tennisspieler
- Ardelt, Maximilian (1940–2025), deutscher Unternehmer
- Ardelt, Robert (1874–1947), deutscher Unternehmer und Wehrwirtschaftsführer
- Ardelt, Rudolf (1912–1987), österreichischer Historiker
- Ardelt, Rudolf G. (* 1944), österreichischer Historiker
- Ardemagni, Matteo (* 1987), italienischer Fußballspieler
- Arden Quin, Carmelo (1913–2010), uruguayischer Künstler
- Arden, Alice (1914–2012), US-amerikanische Hochspringerin
- Arden, Daphne (* 1941), britische Sprinterin
- Arden, David (* 1949), US-amerikanischer Pianist
- Arden, Don (1926–2007), britischer Musikmanager
- Arden, Doris (* 1946), deutsche Schauspielerin
- Arden, Elizabeth († 1966), amerikanische KosmetikunternehmerinElizabeth Arden († 1966)

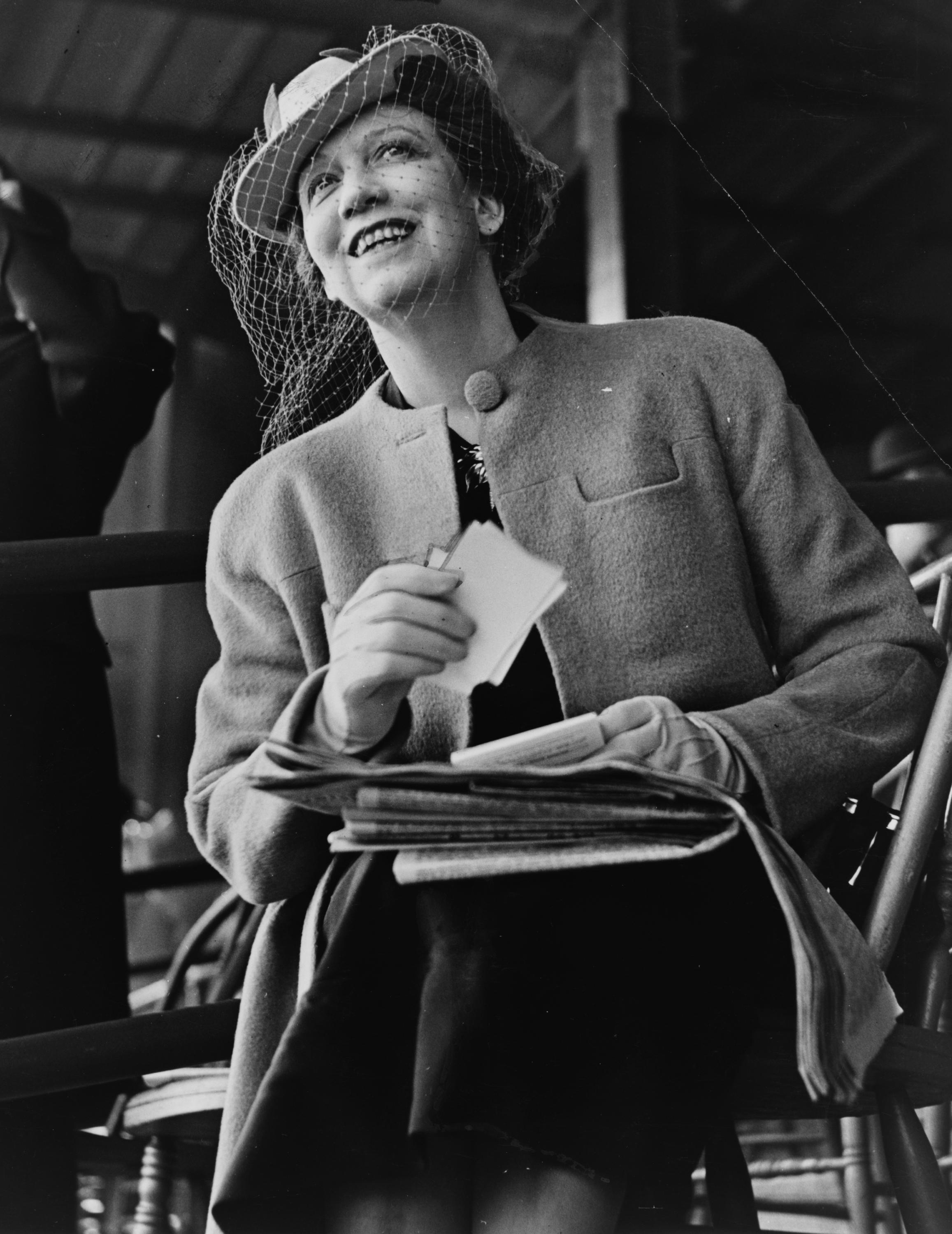
Elizabeth Arden († 1966)

- Arden, Eve (1908–1990), US-amerikanische Schauspielerin
- Arden, Harvey (1935–2018), amerikanischer Autor dokumentarischer Bücher
- Arden, Jann (* 1962), kanadische Sängerin und Musikerin
- Arden, Jochen (* 1951), deutscher Automobilrennfahrer, Automobilkonstrukteur und Unternehmer
- Arden, John (1930–2012), britischer Schriftsteller und Dramatiker
- Arden, Julia (* 1968), deutsche Autorin
- Arden, Mary, Lady Arden of Heswall (* 1947), englische Richterin am Obersten Gerichtshof des Vereinigten Königreichs
- Arden, Richard, 1. Baron Alvanley (1744–1804), britischer Jurist und Politiker, Mitglied des House of Commons
- Arden, Richard, 3. Baron Alvanley (1792–1857), britischer Offizier und Peer
- Arden, Tom (1961–2015), australischer Fantasy-Schriftsteller
- Arden, Vivian (* 1946), deutsche Sängerin und Schauspielerin
- Arden, William, 2. Baron Alvanley (1789–1849), britischer Offizier und Peer
- Arden-Clarke, Charles Noble (1898–1962), britischer Kolonialverwaltungsbeamter
- Ardenne, Agnes van (* 1950), niederländische Politikerin (CDA)
- Ardenne, Armand von (1848–1919), preußischer Generalleutnant, Militärhistoriker
- Ardenne, Manfred von (1907–1997), deutscher Naturwissenschaftler und Politiker, MdV
- Arder, Ott (1950–2004), estnischer Dichter, Kinderbuchautor und Übersetzer
- Arderiu, Clementina (1889–1976), spanisch-katalanische Dichterin
- Arderíus Martin, Silvia (* 1990), spanische Handballspielerin
- Ardern, Jacinda (* 1980), neuseeländische PolitikerinJacinda Ardern (* 1980)

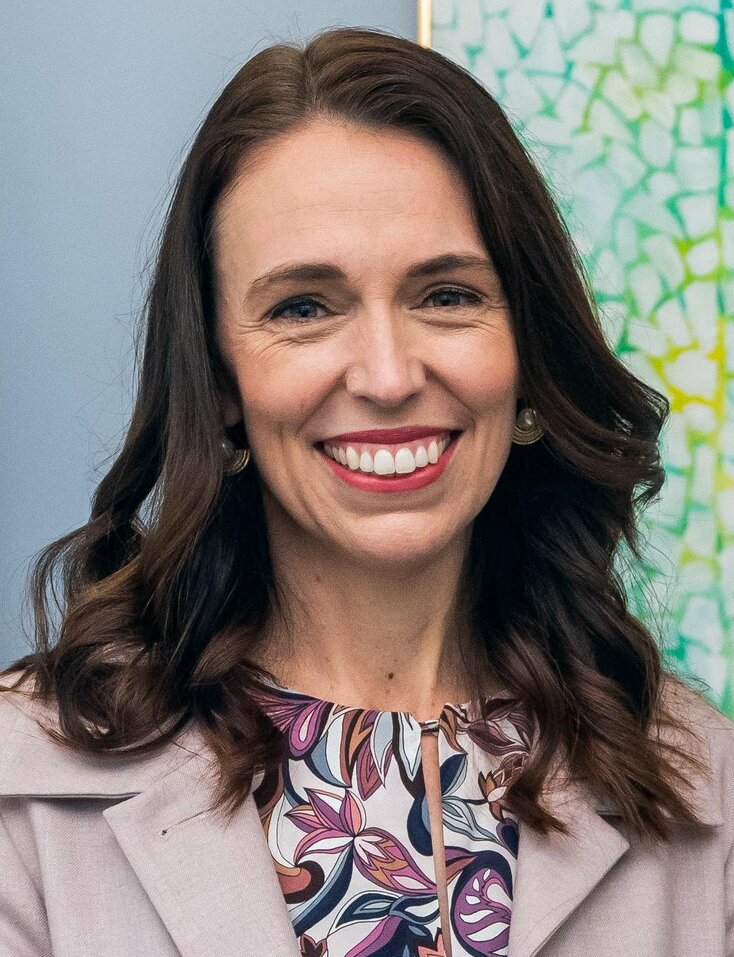
Jacinda Ardern (* 1980)

- Arderne, Johannes von (1307–1392), englischer Chirurg
- Ardeschewa, Oleksandra (* 1987), ukrainische Fußballschiedsrichterassistentin
- Ardevan, Radu (* 1951), rumänischer Altertumswissenschaftler
- Ardèvol i Miralles, Ferran (1887–1972), katalanischer Musikwissenschaftler, Orchesterleiter, Pianist und Komponist
- Ardévol, José (1911–1981), kubanischer Komponist spanischer Herkunft

### Ardi
- Ardia, Pinuccio (1914–1994), italienischer Schauspieler
- Ardiansyah (1951–2017), indonesischer Schachgroßmeister
- Ardiansyah, Muhammad (* 2003), indonesischer Fußballspieler
- Ardianto, Muhammad Rian (* 1996), indonesischer Badmintonspieler
- Ardier, Paul (1563–1638), französischer Finanzier und Kunstliebhaber, Trésorier de l’Épargne
- Ardier, Paul II. (1595–1671), französischer Verwaltungsbeamter, Diplomat, Magistrat und Finanzfachmann
- Ardieux, Ignace († 1684), Schweizer Missionar in Siam
- Ardigò, Roberto (1828–1920), italienischer Philosoph
- Ardila Lülle, Carlos (1930–2021), kolumbianischer Unternehmer und Industrieller, Gründer und Förderer der Organización Ardila Lülle
- Ardila Serrano, Jorge (1925–2010), kolumbianischer Geistlicher, Bischof von Girardot
- Ardila, Camilo (* 1999), kolumbianischer Radrennfahrer
- Ardila, Mauricio (* 1979), kolumbianischer Radsportler
- Ardila-Mantilla, Natalia (* 1974), bolivarische Musikerin und Musikpädagogin
- Ardiles Gray, Julio (1922–2009), argentinischer Lehrer und Schriftsteller
- Ardiles, Osvaldo (* 1952), argentinischer Fußballspieler und -trainerOsvaldo Ardiles (* 1952)

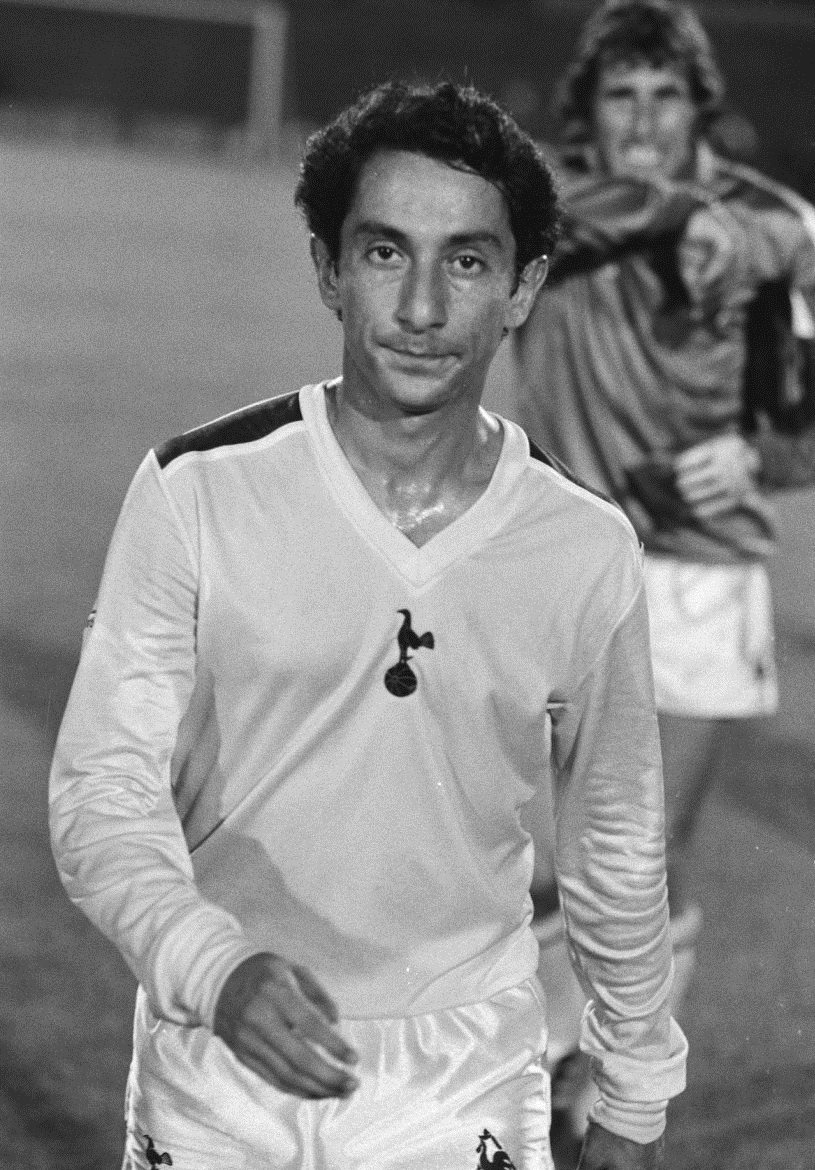
Osvaldo Ardiles (* 1952)

- Ardiman, Miguel (* 1967), chilenischer Fußballspieler
- Ardin, Johann Friedrich, Miniaturmaler
- Ardin, Pierre-Marie-Etienne-Gustave (1840–1911), französischer römisch-katholischer Geistlicher und Erzbischof von Sens
- Ardinghelli, Maria Angela (1728–1825), italienische Naturwissenschaftlerin und Übersetzerin
- Ardinghelli, Niccolò (1503–1547), Kardinal
- Ardington, Mark (1976–2024), britischer Spezialeffektkünstler und Animator
- Ardišauskaitė, Ingrida (* 1993), litauische Skilangläuferin
- Ardisson, Giorgio (1931–2014), italienischer Schauspieler
- Arditi, Iracema (1924–2006), brasilianische Malerin
- Arditi, Luigi (1822–1903), italienischer Musiker, Violinist, Komponist, Theaterkapellmeister
- Arditi, Metin (* 1945), Schweizer Schriftsteller, Immobilienmakler und Mäzen
- Arditi, Michele (1746–1838), italienischer Archäologe
- Arditi, Pierre (* 1944), französischer SchauspielerPierre Arditi (* 1944)

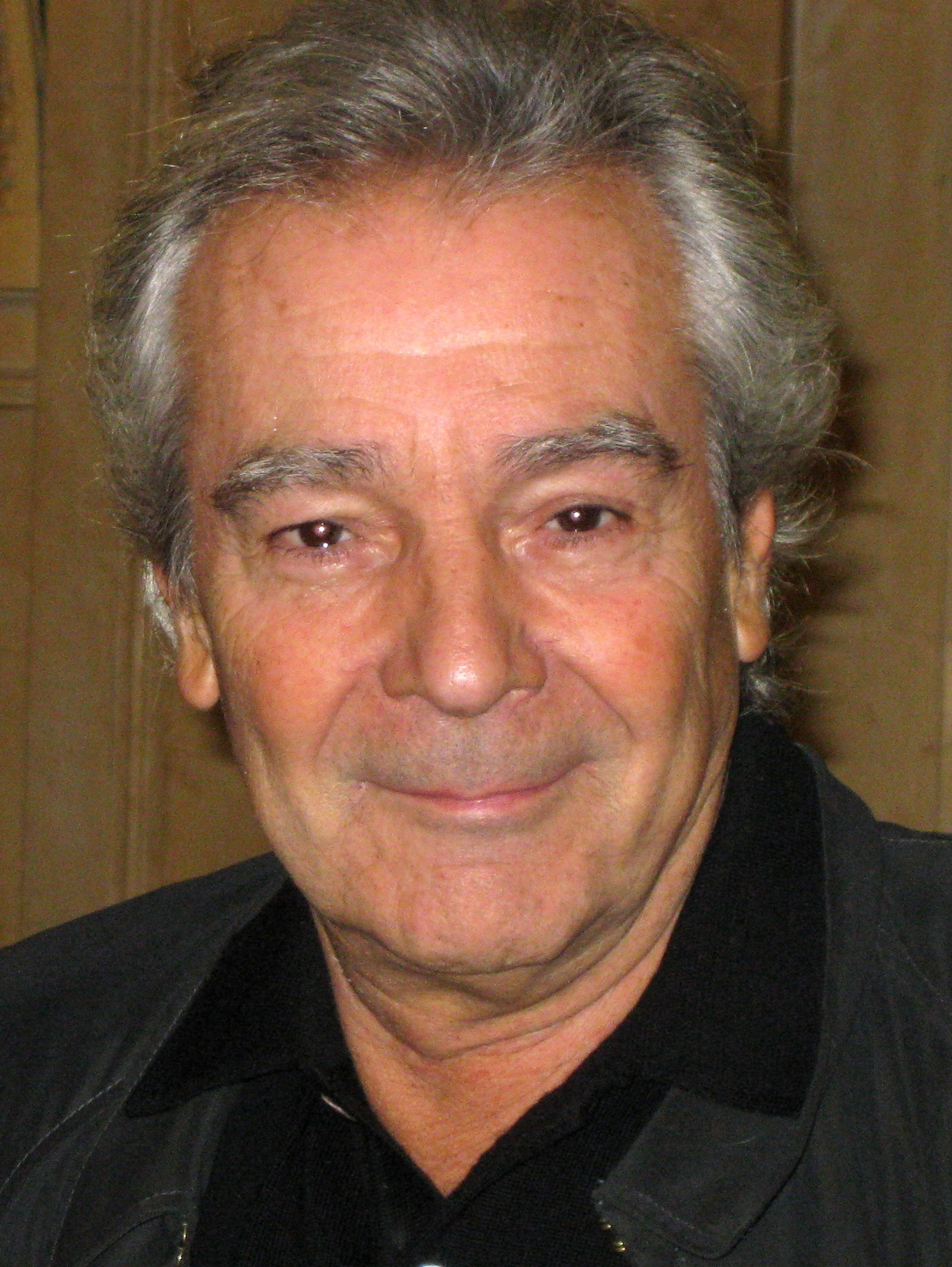
Pierre Arditi (* 1944)

- Arditi, Tal (* 1998), israelischer Fusion- und Jazzmusiker (Gitarre, Komposition)
- Ardito Barletta Vallarino, Nicolás (* 1938), 39. Staatspräsident von Panama
- Ardito, Andrea (* 1977), italienischer Fußballspieler
- Ardito, Dave (* 1988), deutscher Regisseur, Kampfkünstler und Schauspieler
- Arditti, Jake, britischer Countertenor
- Arditti, Philip (* 1979), britisch-türkischer Schauspieler und Synchronsprecher
- Ardizoglou, Christos (* 1953), griechischer Fußballspieler
- Ardizoia, Rugger (1919–2015), italienischer Baseballspieler
- Ardizzone Emeri, Andreina (1936–1985), italienische Frauenrechtlerin, Politikerin und Anwältin
- Ardizzone, Edward (1900–1979), britischer Illustrator, Maler und offizieller Kriegskünstler
- Ardizzone, Joseph (1884–1931), italo-amerikanischer Mafioso
- Ardizzoni, Corrado (1916–1980), italienischer Radrennfahrer

### Ardj
- Ardjomandi, Mohammad Ebrahim (1932–2023), iranisch-deutscher Psychoanalytiker und Facharzt für Psychiatrie, Neurologie und Psychotherapeutische Medizin

### Ardl
- Ardley, George (1897–1927), englischer Fußballspieler
- Ardley, Neal (* 1972), englischer Fußballspieler und -trainer
- Ardley, Neil (1937–2004), britischer Autor und Musiker

### Ardo
- Ardo, letzter König der Westgoten
- Ardohain, Carolina (* 1978), argentinisches Model und Schauspielerin
- Ardoin, Amédé (1898–1941), US-amerikanischer, kreolischer Zydeco-Musiker
- Ardoin, Bois Sec (1915–2007), US-amerikanischer Zydeco-Musiker
- Ardoin, Chris (* 1981), US-amerikanischer Zydeco-Musiker
- Ardolino, Emile (1943–1993), US-amerikanischer Filmregisseur, Filmproduzent und Theaterschauspieler
- Ardon, Mordecai (1896–1992), israelischer Künstler
- Ardouin, Nicolas (* 1978), französischer Fußballspieler
- Ardouin, Pablo (* 1951), chilenischer Folkmusiker, Schriftsteller und Liedermacher
- Ardovino, Avery (* 1992), US-amerikanische Skispringerin

### Ardr
- Ardrey, Robert (1908–1980), US-amerikanischer Schriftsteller und Drehbuchautor

### Ards
- Ards, Willem, niederländischer Bildschnitzer
- Ardsinba, Wladislaw (1945–2010), abchasischer Historiker und Präsident der Republik Abchasien (1994–2005)

### Ardu
- Arduc, Can (* 1992), deutsch-türkischer Schauspieler und Model
- Arduengo, Anthony J. (* 1952), US-amerikanischer Chemiker (Organische Chemie)
- Arduin von Ivrea († 1015), Markgraf von Ivrea und König von Italien
- Arduini, Alessio (* 1987), italienischer Opernsänger der Stimmlage Bariton
- Arduino, Giovanni (1714–1795), italienischer Geologe
- Arduino, Luigi (1759–1833), italienischer Landwirt und Hochschullehrer
- Arduino, Pietro (1728–1805), italienischer Botaniker
- Ardumaniš, Angehöriger des Adels in Persien, Verschworener gegen Gaumata
- Ardura, Bernard (* 1948), französischer Ordensgeistlicher und Kirchenhistoriker
- Ardüser, Hans (* 1557), Bündner Wandermaler, Lehrer und Chronist
- Ardüser, Johannes (1585–1665), Schweizer Mathematiker und Festungsingenieur

### Ardy
- Ardys II. († 629 v. Chr.), König von Lydien aus der Mermnaden-Dynastie

### Ardz
- Ardzivian, Abraham Bedros I. (1679–1749), Patriarch von Kilikien der Armenisch-katholischen Kirche
- Ardzrouni, Grigor (1845–1892), armenischer Publizist